# U.S. Route 271
La U.S. Route 271 (US 271) est une US Route auxiliaire de la US 71 se trouvant au Texas, en Oklahoma et en Arkansas. Son terminus sud se trouve à Tyler, Texas alors que son terminus nord se trouve à Fort Smith, Arkansas.

## Description du tracé

### Texas
La US 271 débute à Tyler à une intersection avec la SH 31 (Front Street) et la SH 155. Elle se dirige vers le nord-est et passe par Owentown. Près de cette dernière, elle rencontre l'I-20 et continue sa route vers le nord-est. Elle atteint Gladewater et bifurque vers le nord en direction de Gilmer. Elle atteint la ville et poursuit vers le nord. Elle continue son trajet et passe par Pittsburg et Mount Pleasant, où elle croise l'I-30 et adopte une orientation vers le nord-ouest. Elle passe par Talco, Bogata et Deport.
Elle atteint finalement Paris où elle contourne la ville en multiplex avec la Loop 286 et la US 82. Le segment concernant la US 271 est celui de l'est et du nord-est de la ville. Elle se sépare de la boucle au nord de Paris et atteint la frontière de l'Oklahoma à la Rivière Rouge, environ 15 miles (24 km) au nord de la ville.

### Oklahoma
Au nord de la frontière, la US 271 continue comme voie rapide à quatre voies. Elle traverse la Nation Choctaw sur toute sa longueur dans l'état. La première ville qu'elle atteint est Hugo. Elle y rencontre la US 70 et les deux routes contournent la ville par le sud et l'ouest en multiplex. Le tracé se poursuit comme Indian Nation Turnpike, mais la US 70 / US 271 quittent ce tracé pour se diriger vers l'ouest.
Un peu à l'ouest de Hugo, le multiplex prend fin et la US 271 se dirige vers le nord. Elle atteint Antlers et adopte une orientation vers le nord-est. Elle devient plus sinueuse et atteint Clayton. Elle se poursuit vers le nord-est en direction de Tuskahoma et d'Albion, avant de reprendre une orientation vers le nord en direction de Talihina. Après Talihina, la US 271 se dirige vers le nord-est jusqu'à une intersection avec la US 270. Les deux routes forment un multiplex vers l'est jusqu'à Wister, où la US 271 prend la direction nord-est. Elle rencontre la US 59 à Poteau et les routes forment un multiplex jusqu'à l'ouest de Spiro, en passant par Shady Point et Panama. À la fin du multiplex, la route bifurque vers l'est et atteint Spiro et Pocola, à la frontière de l'Arkansas.

### Arkansas
La route ne parcourt que 3 miles (4,80 km) en Arkansas, entièrement dans les limites de Fort Smith. Elle entre dans l'état et forme immédiatement un multiplex avec l'I-540. Elle quitte l'autoroute à la première sortie et se dirige vers le nord. Elle prend fin à la jonction avec la US 71 Bus., laquelle est l'ancien tracé de la US 71.

## Intersections majeures
Texas
 SH 31 / SH 155 à Tyler
 I-20 près de Winona
 US 80 à Gladewater
 US 67 à Mount Pleasant
 I-30 à Mount Pleasant
 US 82 à Paris. Les routes forment un multiplex dans la ville.
Oklahoma
 US 70 à Hugo. Les routes forment un multiplex jusqu'à l'ouest de Hugo.
 US 270 près de Wister. Les routes forment un multiplex jusqu'à Wister.
 US 59 à Poteau. Les routes forment un multiplex jusqu'à l'ouest de Spiro.
Arkansas
 I-540 à Fort Smith. Les routes forment un multiplex dans la ville.
 US 71 Bus. à Fort Smith